# Liste der denkmalgeschützten Objekte in Hirschegg-Pack
Die Liste der denkmalgeschützten Objekte in Hirschegg-Pack enthält die 7 denkmalgeschützten, unbeweglichen Objekte der österreichischen Gemeinde Hirschegg-Pack im steirischen Bezirk Voitsberg.

## Denkmäler
| Foto |                 | Denkmal                                                                    | Standort                                    | Beschreibung | Metadaten |
| ---- | --------------- | -------------------------------------------------------------------------- | ------------------------------------------- | --- | --- |
| ja   | Datei hochladen | Kath. Pfarrkirche hl. Maria und Friedhof HERIS-ID: 51528 Objekt-ID: 57199  | Hirschegg Standort KG: Hirschegg-Rein       | Der spätgotische Kirchenbau wurde zwischen 1480 und 1490 errichtet und war bis 1686 dem Stift St. Lambrecht inkorporiert. Spätgotische Altarfiguren des Bildhauers Hans Klocker. | BDA-Hist.: Q18629831 Status: § 2a Stand der BDA-Liste: 2025-06-30 Name: Kath. Pfarrkirche hl. Maria und Friedhof GstNr.: .22 Pfarrkirche hl. Maria, Hirschegg |
| ja   | Datei hochladen | Pfarrhof HERIS-ID: 51527 Objekt-ID: 57198                                  | Hirschegg 1 Standort KG: Hirschegg-Rein     | Der Pfarrhof wurde um 1756 erbaut. Im Inneren Tafelbild vom Ende des 15. Jahrhunderts mit dem hl. Wolfgang, einer Mondsichelmadonna und dem Stifter Matthias Hierssegker. | BDA-Hist.: Q38045729 Status: § 2a Stand der BDA-Liste: 2025-06-30 Name: Pfarrhof GstNr.: .1                                                                   |
| ja   | Datei hochladen | Dorfmuseum HERIS-ID: 109858 Objekt-ID: 127495                              | bei Hirschegg 1 Standort KG: Hirschegg-Rein | | BDA-Hist.: Q37815718 Status: § 2a Stand der BDA-Liste: 2025-06-30 Name: Dorfmuseum GstNr.: .1                                                                 |
| ja   | Datei hochladen | Kath. Pfarrkirche hl. Martin und Friedhof HERIS-ID: 51719 Objekt-ID: 57461 | Pack Standort KG: Pack                      | → Hauptartikel : Pfarrkirche Pack f1 | BDA-Hist.: Q20202402 Status: § 2a Stand der BDA-Liste: 2025-06-30 Name: Kath. Pfarrkirche hl. Martin und Friedhof GstNr.: .4 Pfarrkirche Pack                 |
| ja   | Datei hochladen | Pfarrhof, ehem. Schloss Rosegg HERIS-ID: 102656 Objekt-ID: 119104          | Pack 39 Standort KG: Pack                   | Das Schloss Rosegg / Roseck war als kleiner Wehrbau ursprünglich im Besitz der Eppensteiner, im 12. Jahrhundert im Besitz der Wildonier, ab 1300 im Besitz der Walseer, ab 1362 Plankenwarter, ab 1403 Stubenberger, ab 1420 Montfort, 1543 Ungnad, 1584 Herberstein, 1694 Gschloß Pack. 1870 verkauften die Saurau das Schloss an die Gemeinde und diese machte daraus den Pfarrhof. An den in den Fels gebauten Nordflügel ist der Ostflügel rechtwinkelig angeschlossen, großteils aus der 2. Hälfte des 16. Jahrhunderts, aber vielfach verändert. | BDA-Hist.: Q20754413 Status: § 2a Stand der BDA-Liste: 2025-06-30 Name: Pfarrhof, ehem. Schloss Rosegg GstNr.: .1/1 Pfarrhof Pack                             |
| ja   | Datei hochladen | Wohnhaus HERIS-ID: 102659 Objekt-ID: 119107                                | Pack 41 Standort KG: Pack                   | | BDA-Hist.: Q37791195 Status: § 2a Stand der BDA-Liste: 2025-06-30 Name: Wohnhaus GstNr.: .11                                                                  |
| ja   | Datei hochladen | Flurdenkmal Steinernes Weibl HERIS-ID: 16265 Objekt-ID: 12523              | bei Pack 55 Standort KG: Pack               | Nach einer weststeirischen Sage soll es sich um ein verzaubertes Weib handeln. Der Ursprung ist unklar, es könnte sich um einen Grabstein oder Grenzstein aus dem Mittelalter, oder um einen keltischen Kultstein handeln. Der Stein wurde durch eine Initiative der Berg- und Naturwacht Pack unter Denkmalschutz gestellt, 2003 restauriert und etwa 100 Meter von seinem ursprünglichen Standort am Wanderweg wieder errichtet. | BDA-Hist.: Q37811285 Status: Bescheid Stand der BDA-Liste: 2025-06-30 Name: Flurdenkmal Steinernes Weibl GstNr.: 202/3 Steinernes Weibl                       |